# Serra de la Gritella
La Serra de la Gritella és una serra situada entre els municipis de Cornudella de Montsant i de Prades a la comarca del Priorat, amb una elevació màxima de 1135 metres.